# Tóth Tamás (triatlonista)
Tóth Tamás (Budapest, 1989. május 29. –) világ- és Európa-bajnoki bronzérmes magyar triatlonversenyző.

## Sportpályafutása
A 2006-os ifjúsági Európa-bajnokságon harmadik volt váltóban. A 2007-es duatlon junior vb-n 26., a triatlon junior vb-n 28. helyen végzett. A junior Eb-n váltóban 10. volt. A 2008-as junior vb-n 59., a junior Eb-n egyéniben 20., váltóban 12. helyezést ért el. A 2009-es triatlon U23-as Európa-bajnokságon egyéniben 43., váltóban hetedik helyezést szerzett. Az U23-as duatlon Eb-n 12.-ként ért célba. A 2010-es U23-as Eb-n egyéniben 28., vegyesváltóban bronzérmes lett. A felnőtt sprint világbajnokságon nem ért célba. Az U23-as triatlon vb-n 19., az aquatlon vb-n negyedik lett. A 2011-es vegyesváltó világbajnokságon hetedik helyezést ért el. Az U23-as vb-n 19., az Eb-n 13. helyezést szerzett. A 2012-es Európa-bajnokságon vegyesváltóban hetedikként zárt. Az U23-as Eb-n egyéniben 31., váltóban hetedik helyezést ért el.
A 2013-as Európa-bajnokságon 31. volt. A világbajnoki sorozat döntőjében nem ért célba. A 2014-es Európa-bajnokságon egyéniben 30., váltóban negyedik helyezést ért el. A vegyesváltó világbajnokságon (Kovács Zsófia, Vanek Margit, Vanek Ákos) bronzérmet szerzett. A 2015-ös Eb-n egyéniben 10., váltóban hatodik lett. A váltó világbajnokságon (Kovács Zs., Vanek M. és Faldum Gábor) hatodik helyen végzett. 2016-ban vegyesváltóban (Kovács Zs., Vanek M., Vanek Á.) harmadik lett a rövidtávú Európa-bajnokságon. A 2016-os olimpián 33. lett.
A 2018-as sprint, majd a középtávú  Európa-bajnokságon is hatodik volt egyéniben. utóbbin a vegyesváltóval (Kovács Zsófia, Bragmayer Zsanett, Dévay Márk) negyedik volt. A 2018-as világbajnoki  versenysorozatban 45. volt, 2018 októberében másodjára választották be a Nemzetközi Triatlon Szövetség (ITU) sportolói bizottságába. A 2019-es világbajnoki sorozatban 66. volt. A 2020-as vb-n 55. lett. A tokiói olimpián a 29. helyen végzett. A vegyes váltók versenyében 11. lett a magyar csapat (Bragmayer Zsanett, Kovács Zsófia, Bicsák Bence) tagjaként.